# Fayez Ghosn
Pour les articles homonymes, voir Fayez et Ghosn.
Fayez Ghosn (en arabe : فايز غصن), né le 28 juin 1950 à Kousba (Liban) et mort le 22 novembre 2021, est un homme d'État libanais.

## Biographie
Né dans le village de Kousba au Nord-Liban, Fayez Ghosn est détenteur d’un diplôme de journalisme de l’université libanaise et d’un master en sciences politiques de l’université Saint-Joseph de Beyrouth
Il occupe le poste de ministre de la Défense du Liban dans le gouvernement Mikati II, de juin 2011 à février 2014, et est vice-président du Mouvement Marada de 2006 à sa mort.